# Marika (ca sĩ)
Marika (tên khai sinh: Marta Kosakowska, sinh ngày 14 tháng 12 năm 1980) là một ca sĩ, nhạc sĩ và DJ người Ba Lan. Cô thường trình diễn các thể loại nhạc như avant-pop, reggae, dancehall, nhạc funk và nhạc soul. Marika được ca ngợi là "Đệ nhất phu nhân Ba Lan của dòng nhạc Dancehall và Reggae". Cô từng là người dẫn chương trình truyền hình vào khung giờ vàng ở Ba Lan.

## Sự nghiệp
Marika sinh ra ở Białystok, nhưng chủ yếu lớn lên ở Łomża. Cô theo học ngành Nghiên cứu tiếng Ba Lan tại Đại học Adam Mickiewicz ở Poznań.
Marika ra mắt khán giả vào năm 2002 với vai trò là giọng hát chính của nhóm nhạc Bass Medium Trinity. Nhóm nhạc phát hành album Mówisz i masz vào năm 2004. Marika cũng đồng thời tham gia nhóm nhạc Breakbeat Propaganda. Năm 2006, Marika thu âm hai bài hát: "Siła ognia" và "What's Ya Flava" trong dự án âm nhạc Ba Lan-Đức Polski ogień.
Năm 2007, Marika phát hành đĩa đơn solo đầu tay mang tên "Moje serce". Một năm sau, cô phát hành album solo đầu tay Plenty vào ngày 22 tháng 8 năm 2008. Album này lọt vào top 20 trong bảng xếp hạng album của Ba Lan. Năm 2009, album Plenty được đề cử giải thưởng âm nhạc Fryderyk ở hạng mục Album Hip-Hop/R&B của năm.

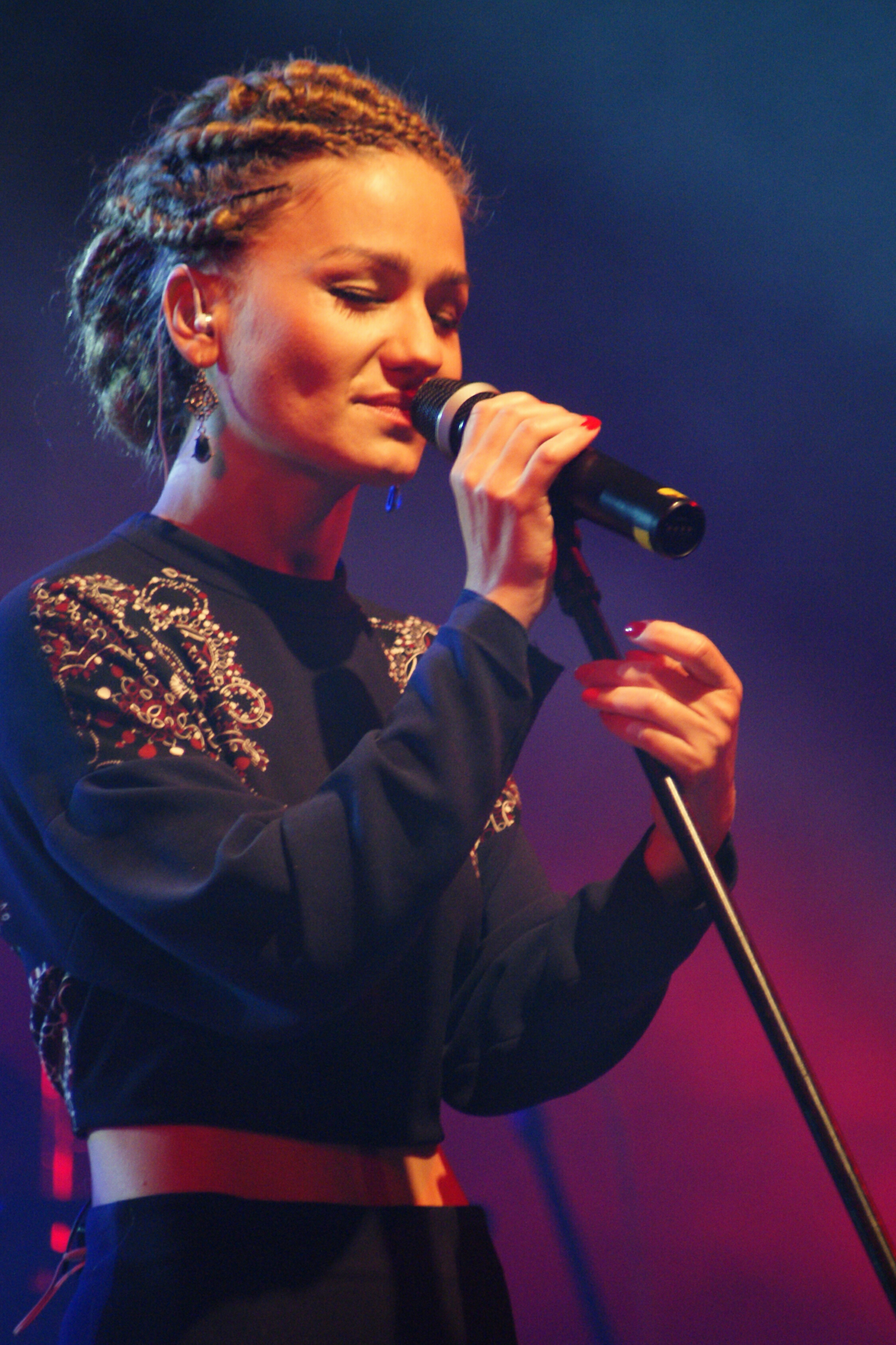
Marika (2013)

Vào ngày 4 tháng 7 năm 2010, Marika biểu diễn cùng với rapper-ca sĩ người Mỹ Nas và nghệ sĩ người Jamaica Damian Marley tại Open'er Festival ở Gdynia.
Từ năm 2013 đến giữa năm 2014, Marika đồng tổ chức ba mùa của chương trình tìm kiếm tài năng The Voice phiên bản Ba Lan được phát sóng trên TVP2. Vào mùa thu năm 2014, cô dẫn chương trình SuperSTAR cũng được phát trên TVP2.
Marika bắt đầu thu âm album mới vào năm 2017, và vào năm 2018, cô phát hành đĩa đơn "Moje serce" để kỷ niệm 10 năm ngày phát hành album đầu tay Plenty. Sau đó, cô tập trung nhiều hơn vào cuộc sống gia đình, nhưng vẫn tiếp tục biểu diễn đều đặn. Đĩa đơn gần đây "Jak na moje oko" được Marika ra mắt vào tháng 5 năm 2020.

## Đời tư
Marika ly hôn với người chồng đầu vào lúc cô bắt đầu sự nghiệp solo. Marika kết hôn với người chồng thứ hai vào tháng 3 năm 2016, và sinh đôi hai cậu con trai vào đầu năm 2018.

## Tác phẩm âm nhạc

### Album
| Tựa đề                   | Chi tiết                                                           | Xếp hạng |
| Tựa đề                   | Chi tiết                                                           | POL      |
| ------------------------ | ------------------------------------------------------------------ | -------- |
| Plenty                   | - Phát hành: 22 tháng 8 năm 2008 - Nhãn hiệu: EMI Music Poland     | 19       |
| Put Your Shoes On/Off    | - Phát hành: 8 tháng 6 năm 2010 - Nhãn hiệu: EMI Music Poland      | 18       |
| Momenty                  | - Phát hành: 20 tháng 10 năm 2012 - Nhãn hiệu: Karrot Kommando     | 41       |
| Chilli Zet Live Sessions | - Phát hành: 13 tháng 5 năm 2013 - Nhãn hiệu: Karrot Kommando      | 41       |
| Marta Kosakowska         | - Phát hành: 23 tháng 10 năm 2015 - Nhãn hiệu: Warner Music Poland | 32       |

### Đĩa đơn
| Tựa đề             | Năm  | Album                 |
| ------------------ | ---- | --------------------- |
| "Moje serce"       | 2007 | Plenty                |
| "Masz to"          | 2008 | Plenty                |
| "So Sure"          | 2009 | Plenty                |
| "Uplifter"         | 2010 | Put Your Shoes On/Off |
| "Girlzz in Trance" | 2010 | Put Your Shoes On/Off |
| "Nieważne ile"     | 2011 | Put Your Shoes On/Off |
| "Esta Festa"       | 2011 | Put Your Shoes On/Off |
| "Someday"          | 2011 | Momenty               |
| "Baqaa"            | 2012 | Momenty               |
| "Widok"            | 2012 | Momenty               |
| "Risk Risk"        | 2013 | Momenty               |
| "Tabletki"         | 2015 | Marta Kosakowska      |
| "A jeśli to ja"    | 2015 | Marta Kosakowska      |
| "Niebieski ptak"   | 2015 | Marta Kosakowska      |
| "1000 lamp"        | 2015 | Marta Kosakowska      |
| "Idę"              | 2016 | Marta Kosakowska      |
| "Moje serce 2k18"  | 2018 | —                     |
| "Jak na moje oko"  | 2020 | TBA                   |